# Channal, Mudhol
Channal là một làng thuộc tehsil Mudhol, huyện Bagalkot, bang Karnataka, Ấn Độ.